# Chiesa di Santa Giustina (Bedonia)
La chiesa di Santa Giustina è un luogo di culto cattolico dalle forme barocche e neoromaniche situato a Carniglia, frazione di Bedonia, in provincia di Parma e diocesi di Piacenza-Bobbio; è sede di una parrocchia compresa nel vicariato della Val Taro e Val Ceno.

## Storia
Il luogo di culto originario fu edificato presumibilmente nel XIII secolo, quando fu menzionato per la prima volta quale cappella dipendente dalla pieve di Bedonia.
Non si conservano ulteriori testimonianze relative ai primi secoli di esistenza della chiesa a causa di un incendio che nel XVII secolo distrusse gli archivi parrocchiali.
Nel 1750 il tempio fu ristrutturato in stile barocco.
Nel 1928 la facciata fu ricostruita in forme neoromaniche.

## Descrizione

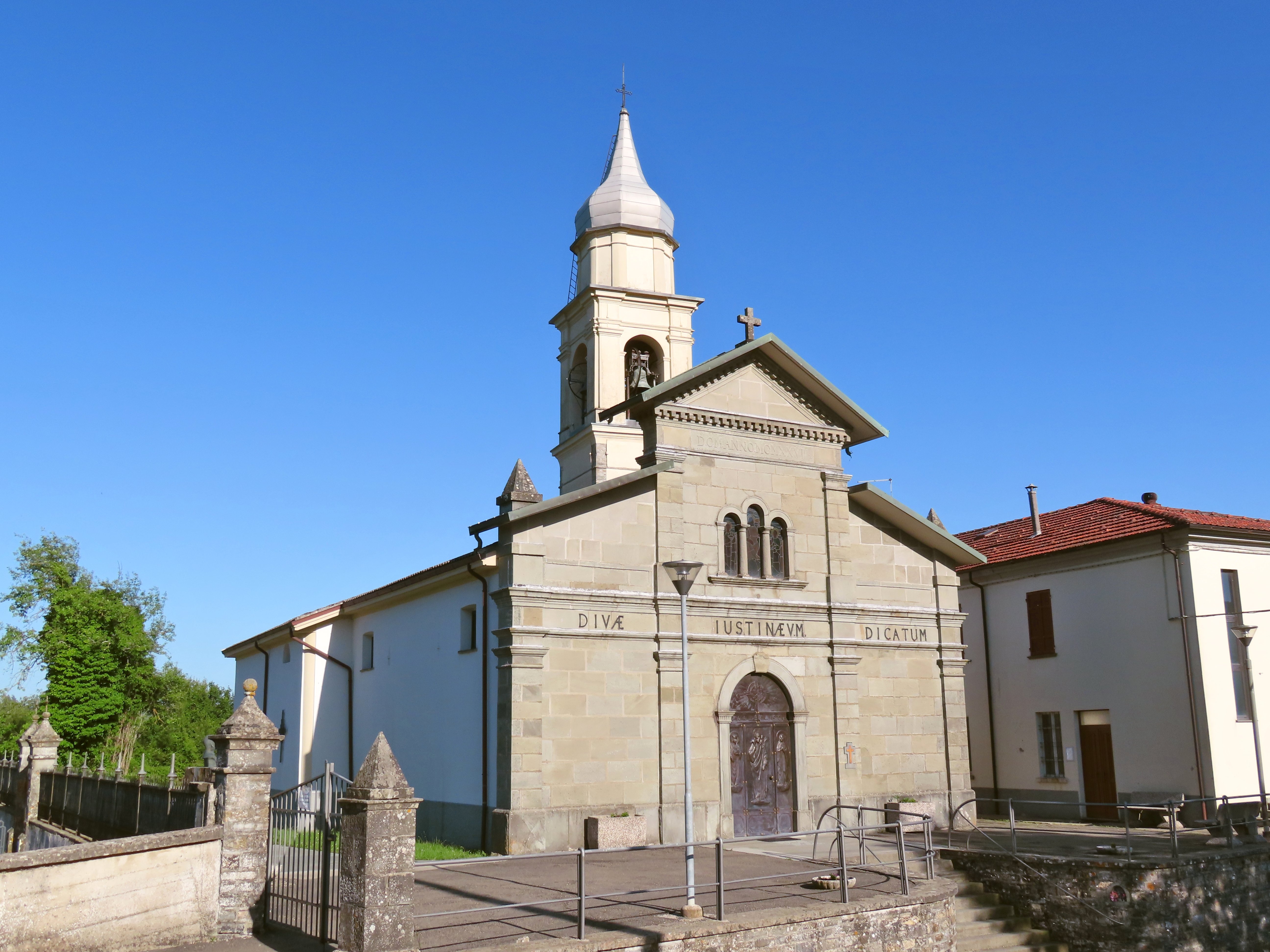
Facciata e lato nord

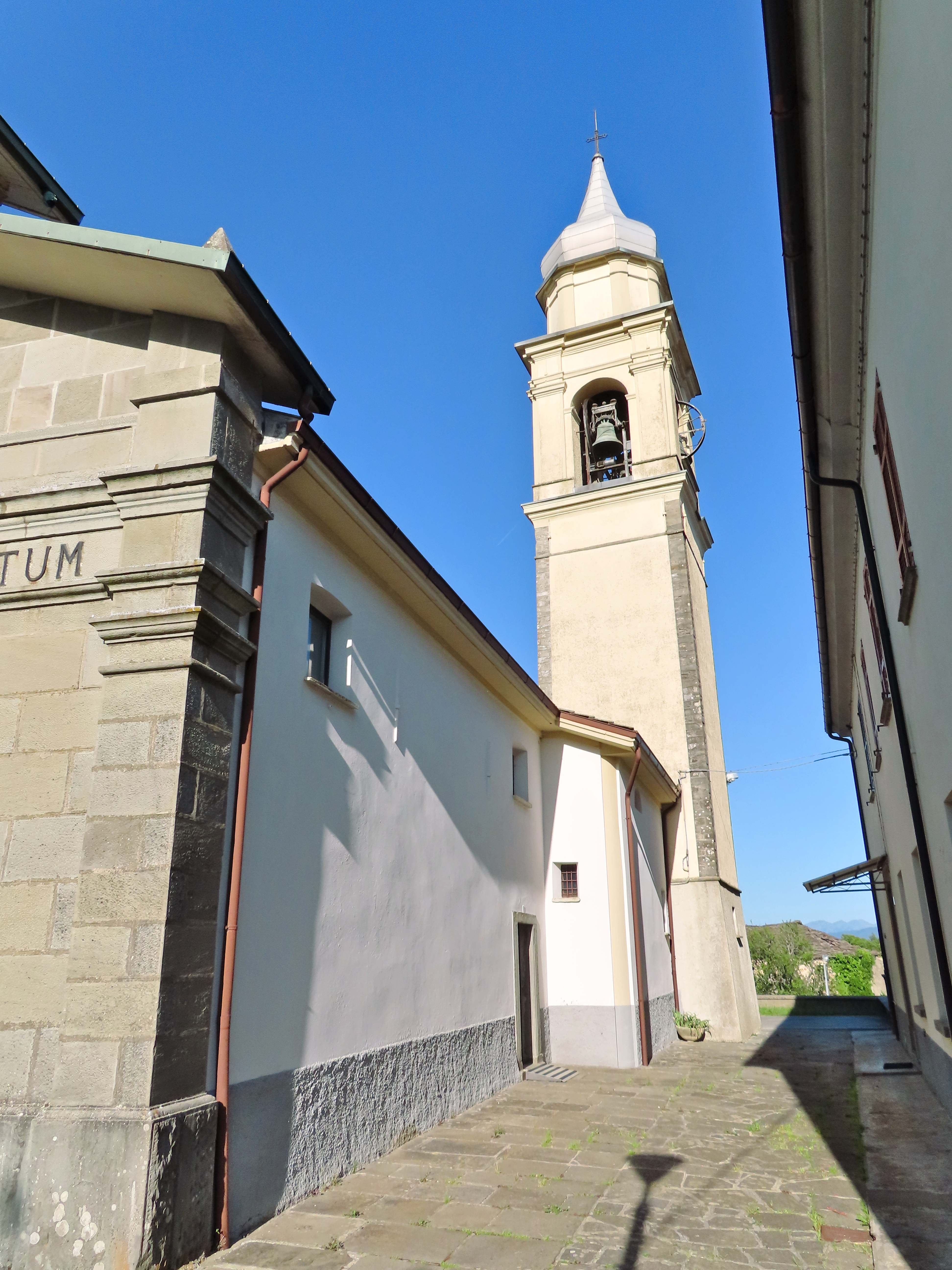
Campanile e lato sud

La chiesa si sviluppa su impianto a tre navate, con ingresso a ovest e presbiterio affiancato da due cappelle a est.
La simmetrica facciata a salienti, interamente rivestita in conci regolari di pietra di Carniglia, è suddivisa orizzontalmente in due parti da un cornicione in aggetto, al cui interno si staglia l'epigrafe DIVÆ IUSTINÆ V.M. DICATUM. Inferiormente si elevano su un basamento quattro lesene coronate da capitelli dorici; nel mezzo si apre il portale d'accesso ad arco a tutto sesto, delimitato da due piedritti e da una cornice sommitale. Superiormente si ergono quattro lesene, di cui le centrali coronate da capitelli dorici; nel mezzo è collocata un trifora ad arco a tutto sesto scandita da colonnine doriche, con apertura centrale più alta. In sommità si staglia nel mezzo un frontone triangolare con cornice a dentelli e spioventi del tetto in forte aggetto; alle estremità si elevano due guglie piramidali.
I fianchi, intonacati, sono caratterizzati dalla presenza di due finestre rettangolari in sommità; sul fondo aggettano i volumi delle cappelle, illuminate lateralmente da due aperture a lunetta. Al termine del prospetto sud si erge il campanile intonacato, decorato sugli spigoli con lesene in pietra; la cella campanaria si affaccia sulle quattro fronti attraverso monofore ad arco a tutto sesto, delimitate da lesene angolari doriche; in sommità, oltre il cornicione perimetrale in aggetto, si eleva la lanterna a base ottagonale, ornata con lesene sugli spigoli; a coronamento si staglia una cupola a cipolla rivestita in rame.
Sul retro, si aprono simmetricamente due finestre ad arco a tutto sesto e, nel mezzo, un rosone in sommità; in corrispondenza dello spigolo nord-est è infine presente il volume della sagrestia.
All'interno la navata centrale è chiusa superiormente da una volta a botte affrescata, scandita in quattro campate; è suddivisa da quelle laterali, coperte da volte a padiglione dipinte, attraverso una serie di arcate a tutto sesto rette da pilastri, ornati con lesene coronate da capitelli corinzi a sostegno del cornicione sommitale spezzato.
Il presbiterio, lievemente sopraelevato, è chiuso superiormente da una volta a botte lunettata decorata con affreschi; sul fondo, tra due monofore ad arco a tutto sesto è collocato l'altare maggiore in marmi policromi.
Ai fianchi, al termine delle navate laterali, si aprono le due cappelle; quella sulla destra è intitolata a san Giuseppe, mentre quella sulla sinistra è dedicata alla Madonna.